# Fresno (Texas)
Pour les articles homonymes, voir Fresno.

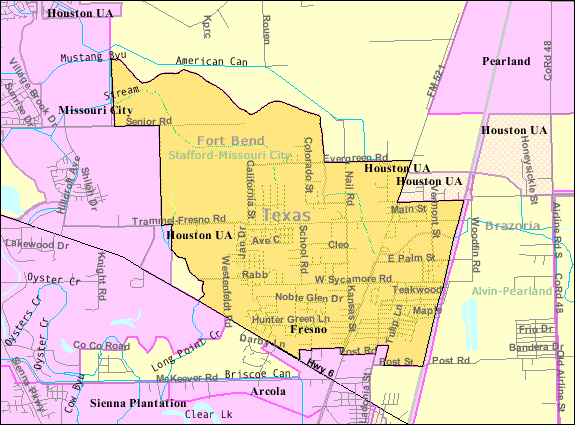
Carte de Fresno, Texas

Fresno est une census-designated place du comté de Fort Bend, au Texas, au sud de Houston.
En 2010, sa population était de 19 069 habitants.

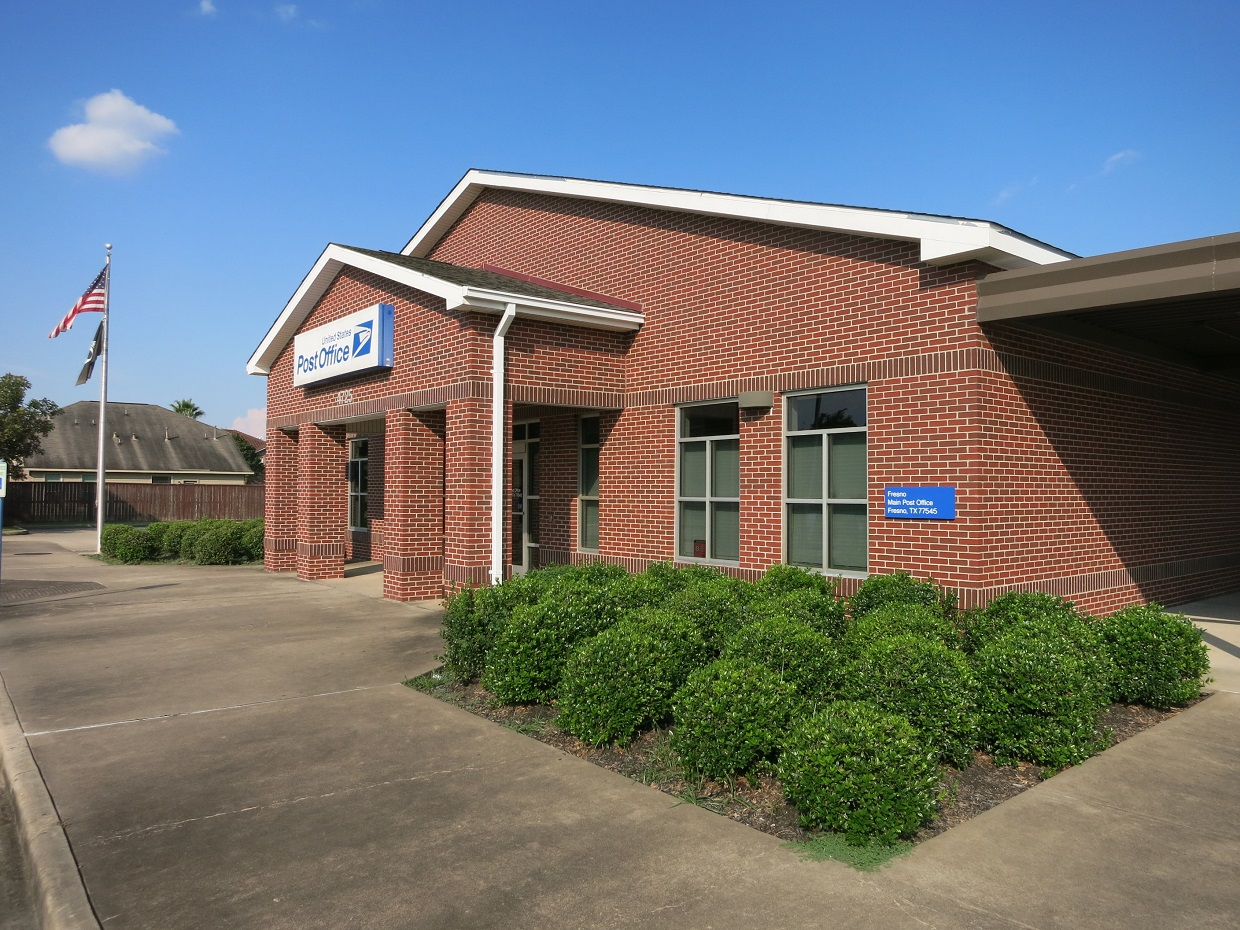
Bureau de poste américain, Fresno, Texas